# Hesselbach (Gummersbach)
Hesselbach is een plaats in de Duitse gemeente Gummersbach, deelstaat Noordrijn-Westfalen, en telt 373 inwoners (2007).

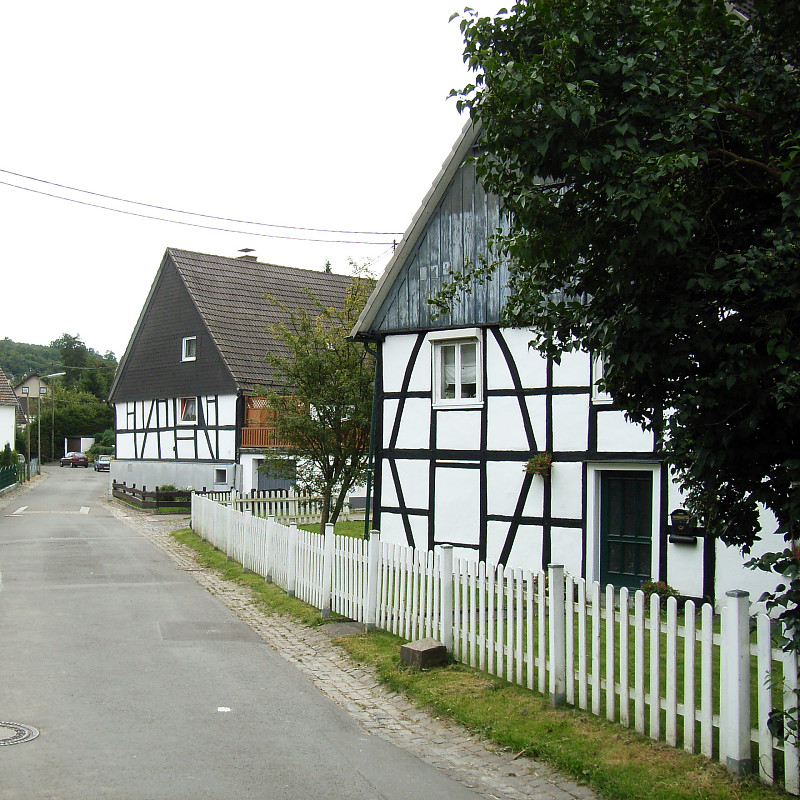
Vakwerkhuizen